# Affaire Cordélia Viau
Pour les articles homonymes, voir Viau.
L'affaire Cordélia Viau est une affaire de meurtre dans les années 1890 au Québec, Canada. 
Le 22 novembre 1897, Isidore Poirier, le mari de Cordélia Viau, organiste titulaire de l'harmonium de Saint-Canut, est retrouvé égorgé dans son domicile. Cordélia et son homme à tout faire (Samuel Parslow qu'elle a présumément pris comme amant lorsque Isidore s'est exilé un temps aux États-Unis pour mieux gagner sa vie), sont accusés du meurtre. Après deux procès individuels, ils sont condamnés et pendus.

## Cinéma
Reprenant l'essentiel des faits de l'affaire, le film Cordélia de Jean Beaudin, avec Louise Portal dans le rôle titre, est produit par l'Office national du film du Canada en 1980.

## Télévision
- 1995 : Les Grands Procès, de Johanne Prégent

## Audiographie
- Christophe Hondelatte, Cordelia Viau, la Marie Besnard québécoise, Europe 1, 20 mars 2017.